# Farkas Gyula (repülő)
Farkas Gyula (Budapest, 1936 –) magyar vitorlázó- és motoros repülő, sportoló, oktató. Beceneve Gyufa.

## Életpálya
1956-ban kezdett el repülni. Farkashegyen vitorlázó repülőként kezdte, teljesítette az aranykoszorú, majd egy gyémánt repülés követelményeit. 1962-ben motoros vizsgát tett, a Budaörsi repülőtéren gyakorolta a műrepülést. 1966-ban a műrepülő-válogatott tagja lett. Több hazai és nemzetközi verseny résztvevője. 1975-ben több mint 2000 motoros órát töltött a levegőben. Kedvenc repülési módozata a hármas kötelékrepülés.
A Magyar Honvédelmi Szövetség (MHSZ) Budapesti Titkárságának megbízásából a tiszti iskolások elméleti és gyakorlati oktatását végezte.

## Sportegyesületei
- Farkashegyi Repülőklub
- Budaörsi Repülőklub

## Magyar bajnokság
- 1965-ös vitorlázó repülőgép nemzeti bajnokságon 4. hely
- 1967-ben a műrepülő nemzeti bajnokság győztese